# Resolutie 1687 Veiligheidsraad Verenigde Naties
Resolutie 1687 van de Veiligheidsraad van de Verenigde Naties werd op 15 juni 2006 unaniem aangenomen door de VN-Veiligheidsraad en verlengde de VN-vredesmissie op Cyprus met een half jaar.

## Achtergrond
Nadat in 1964 geweld was uitgebroken tussen de Griekse en Turkse bevolkingsgroep op Cyprus stationeerden de VN de UNFICYP-vredesmacht op het eiland. Die macht wordt sindsdien om het half jaar verlengd. In 1974 bezette Turkije het noorden van Cyprus na een Griekse poging tot staatsgreep. In 1983 werd dat noordelijke deel met Turkse steun van Cyprus afgescheurd. Midden 1990 begon het toetredingsproces van (Grieks-)Cyprus tot de Europese Unie maar de EU erkent de Turkse Republiek Noord-Cyprus niet.

## Inhoud

### Waarnemingen
Volgens de secretaris-generaal bleef de situatie rond de Groene Lijn in Cyprus rustig. Op beide partijen werd wel aangedrongen de spanningen niet te doen oplopen. De Raad verwees onder meer specifiek naar niet geautoriseerde bouwwerken in de bufferzone. Ook bleef de kloof tussen woorden en daden veel te groot. Verder was men bezorgd over de onenigheid over het te bouwen (bufferzone)overgangspunt in de Ledrastraat in de hoofdstad Nicosia.

### Handelingen
De Veiligheidsraad besloot het mandaat van UNFICYP te verlengen tot 15 december 2006.
Bij de Turks-Cyprioten en het Turkse leger werd wederom aangedrongen het militaire status quo in Strovilia van voor 30 juni 2000 te herstellen.
Ten slotte moedigde de Veiligheidsraad actieve deelname aan de communautaire gesprekken op technische niveau aan.

## Verwante resoluties
- Resolutie 1604 Veiligheidsraad Verenigde Naties (2005)
- Resolutie 1642 Veiligheidsraad Verenigde Naties (2005)
- Resolutie 1728 Veiligheidsraad Verenigde Naties
- Resolutie 1758 Veiligheidsraad Verenigde Naties (2007)

Lijst ·  1652 ·  1653 ·  1654 ·  1655 ·  1656 ·  1657 ·  1658 ·  1659 ·  1660 ·  1661 ·  1662 ·  1663 ·  1664 ·  1665 ·  1666 ·  1667 ·  1668 ·  1669 ·  1670 ·  1671 ·  1672 ·  1673 ·  1674 ·  1675 ·  1676 ·  1677 ·  1678 ·  1679 ·  1680 ·  1681 ·  1682 ·  1683 ·  1684 ·  1685 ·  1686 ·  1687 ·  1688 ·  1689 ·  1690 ·  1691 ·  1692 ·  1693 ·  1694 ·  1695 ·  1696 ·  1697 ·  1698 ·  1699 ·  1700 ·  1701 ·  1702 ·  1703 ·  1704 ·  1705 ·  1706 ·  1707 ·  1708 ·  1709 ·  1710 ·  1711 ·  1712 ·  1713 ·  1714 ·  1715 ·  1716 ·  1717 ·  1718 ·  1719 ·  1720 ·  1721 ·  1722 ·  1723 ·  1724 ·  1725 ·  1726 ·  1727 ·  1728 ·  1729 ·  1730 ·  1731 ·  1732 ·  1733 ·  1734 ·  1735 ·  1736 ·  1737 ·  1738